# Mexico (Elvis Presley)
Mexico is een single van Elvis Presley uit 1964 die buiten de Verenigde Staten werd uitgebracht, waaronder in Nederland en België. Het nummer werd geschreven door Sid Tepper en Roy Bennett. Elvis zingt het nummer in de film Fun in Acapulco, waarvan ook een gelijknamige elpee werd uitgebracht. Een van de weinige covers van het lied werd in 1964 in het Duits uitgebracht door de schlagerzanger Wyn Hoop die er geen hit mee wist te halen.

## Hitnoteringen
De single van Elvis Presley behaalde de volgende noteringen.
| Land       | piek | weken |
| ---------- | ---- | ----- |
| Duitsland  | 23   | 2     |
| Nederland  | 9    | 2     |
| België (V) | 7    | 16    |
| België (W) | 48   | 4     |
| Noorwegen  | 7    | 5     |